# Remigiusz Napiórkowski

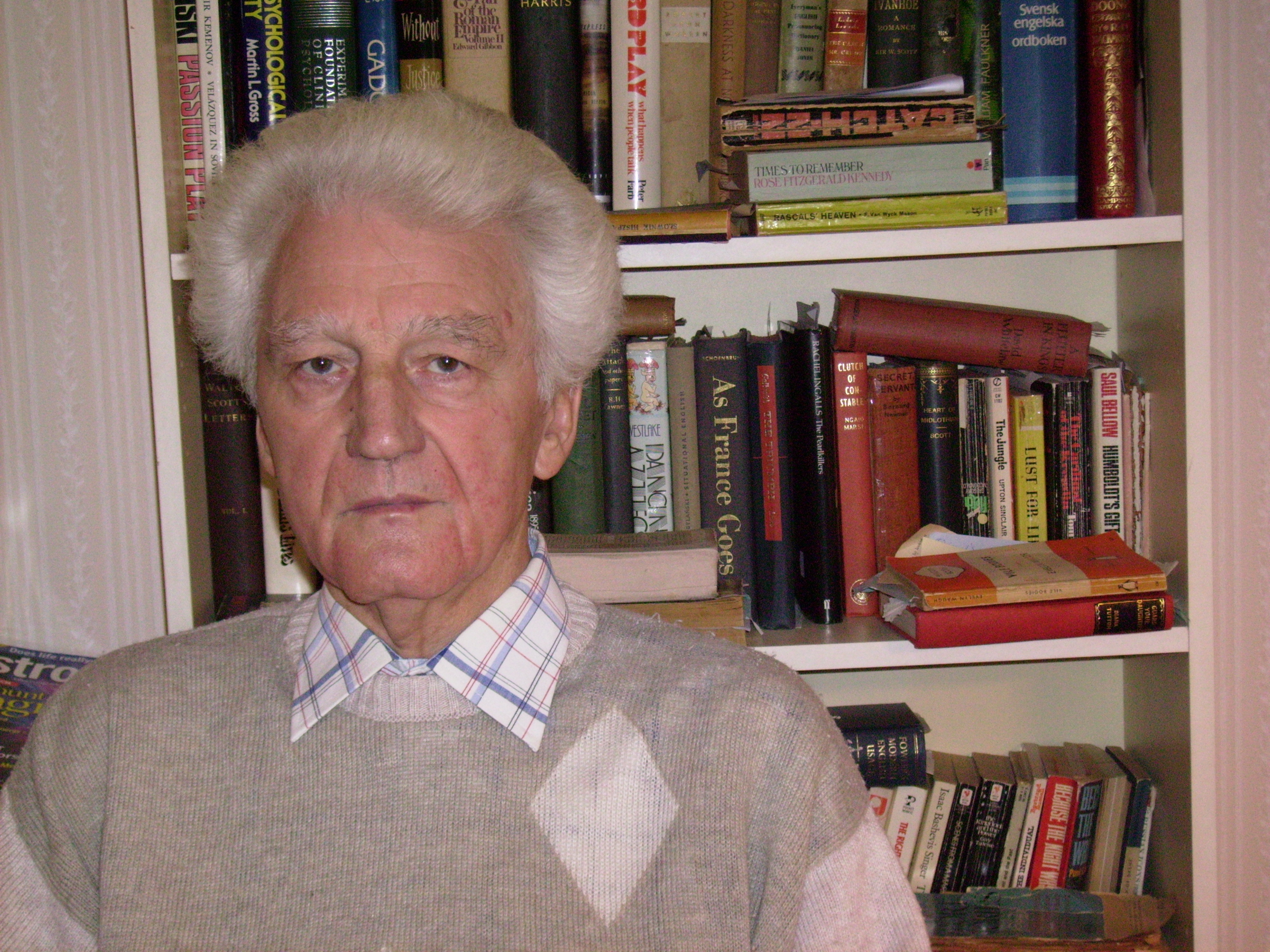
Remigiusz Napiórkowski w Malmö (2010)

Remigiusz Napiórkowski (ur. 5 grudnia 1936 w Łasiewitach koło Makowa Mazowieckiego) – polski prozaik, reportażysta, dramatopisarz.

## Życiorys
Absolwent Liceum Pedagogicznego w Pułtusku. W latach 1954–1959 pracował jako nauczyciel na Mazurach. Debiutował jako prozaik na łamach czasopisma Warmia i Mazury w 1958. W 1959 rozpoczął studia filozoficzne na Uniwersytecie Warszawskim, których nie ukończył. Równocześnie publikował reportaże i opowiadania na łamach Współczesności i innych pism literackich i miesięczników ilustrowanych. W 1962 otrzymał trzecią nagrodę w konkursie Wydawców (PIW, Iskry, Czytelnik, Wydawnictwo Literackie i Ministerstwo Kultury i Sztuki) za powieść Biczownicy (nie została wydana). Pierwsza książka, zbiór reportaży literackich, Poszukiwanie sprawiedliwych ukazała się w 1963 (wyd. Iskry). Pierwsza powieść Nie będzie płakania również ukazała się w 1963 (Iskry).
W następnych latach opublikował m.in. Wołanie o deszcz (Wydawnictwo Literackie, 1966), Weselnicy (MON, 1968). W 1969 wyruszył na Daleki Wschód. Owocem tej podróży była powieść My z Hirosimy i tom reportaży W Hongkongu i dalej (Książka i Wiedza, 1970 i 1972). W 1971 odbył dłuższą podróż po Europie Zachodniej. W dwa lata później opublikował tom opowiadań Kuszenie św. Antoniego (Książka i Wiedza, 1973).
W miesięczniku Dialog ukazały się następujące jego sztuki: Susza (nr 3, 1965), Politycy (nr 9, 1965), Ślepcy (nr 3, 1968).
W 1967 otrzymał I-wszą nagrodę za sztukę Wyznawcy w konkursie na debiut dramaturgiczny zorganizowanym przez teatr Ateneum w Warszawie.
W latach 1975–1976 przebywał w Japonii na rocznym stypendium Fundacji Japońskiej.
W 1975 opublikował powieść Ostatnia wieczerza (LSW), w 1976 powieść Wyprawa po czarne runo (MON).
W 1983 osiedlił się na stałe w Szwecji wraz z żoną i córką.
Posiada podwójne obywatelstwo: polskie i szwedzkie. Mieszka w Malmö.

## Twórczość wybrana
- Poszukiwanie sprawiedliwych (1963)
- Miejsca odzyskane (1964)
- Nie będzie płakania (1964)
- Jutro odpoczniesz (1964)
- Pacierze (1965)
- Dobre niepokoje (1965)
- Długość dni (1966)
- Powroty (Wydawnictwo Pojezierze, Olsztyn 1966)
- Studnia (1966)
- Wołanie o deszcz (1966)
- Czas nie upływa (1968)
- Weselnicy (1968)
- My z Hirosimy (1970)
- Wierność (1971)
- W Hongkongu i dalej (1972)
- Kuszenie św. Antoniego (1973)
- Ostatnia wieczerza (1975)
- Wyprawa po czarne runo (1979)